# Església del Roser (Tortosa)
Església del Roser és un temple de Tortosa (Baix Ebre) protegit com a bé cultural d'interès local.
És obra de l'arquitecte Joan Abril i Guanyabens.

## Descripció
L'edifici està situat vora el pont de l'Ebre, al marge dret del riu. Consta de planta rectangular de tres naus, dividides a la vegada en quatre trams, i absis semicircular corresponent només a la nau central. A les naus laterals hi ha una petita capella i la sagristia. Les dimensions en planta són 40m per 20m. Les naus laterals no tenen accés directe des de l'exterior, i foren concebudes com a capelles intercomunicades.
En alçat, la nau central té major alçada, aprofitada per col·locar en el desnivell una tribuna cega i ulls de bou circulars en el nivell superior. La separació entre nau central i laterals es realitza mitjançant arcades de mig punt amb pilars compostos intermedis que es perllonguen a la nau central fins als arcs torals de la volta. A part dels ulls de bou, hi ha finestres apuntades al presbiteri. Les finestres de les naus laterals han estat, com les de la tribuna, cegades a l'interior. Són estretes i amb arc de mig punt en el primer cas i rectangulars en el segon. En el tram dels peus es troba el cor i el vestíbul, aïllat de l'interior i comunicat amb una porta.
L'exterior reflecteix l'estructura interior. Presenta tres accessos, el principal i dos laterals. En tots tres el cos que els engloba té remat superior triangular. A l'angle esquerre de la façana s'aixeca el campanar de 53 metres d'alçada i secció quadrada.
La decoració és austera, limitada al nivells de separació de les naus laterals, tribuna i arcuacions d'inspiració llombarda sota els ràfecs superiors. Especialment a la façana es juga amb aquestes i la forma de mig punt de les finestres per donar efectes estètics. Hi ha restes de l'antiga decoració escultòrica a la portada de sobre el carrer del Pont. Cada tram de nau lateral disposa d'un retaule. La majoria, com el del presbiteri, són neogòtics.

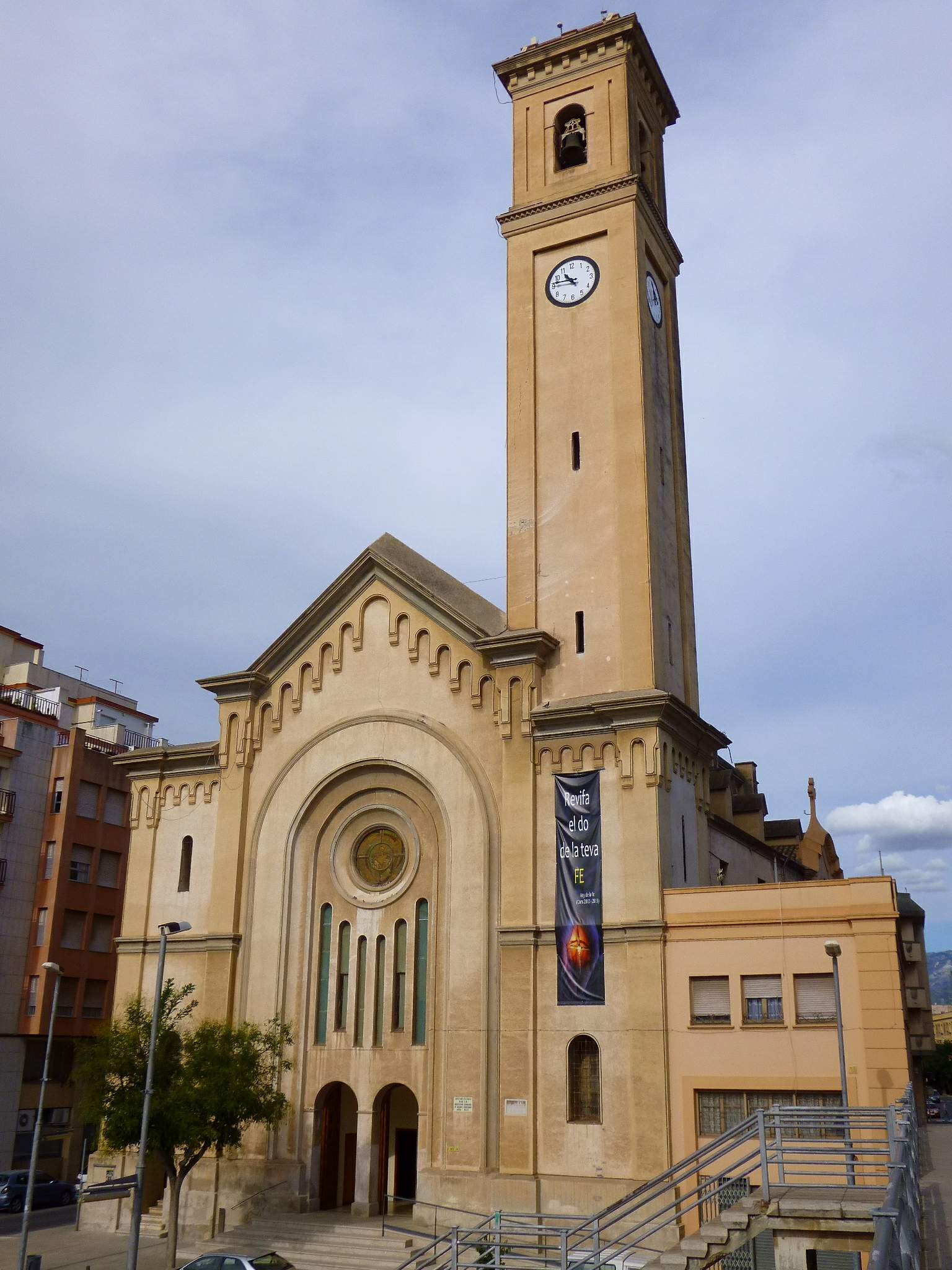
La façana vista des del pont
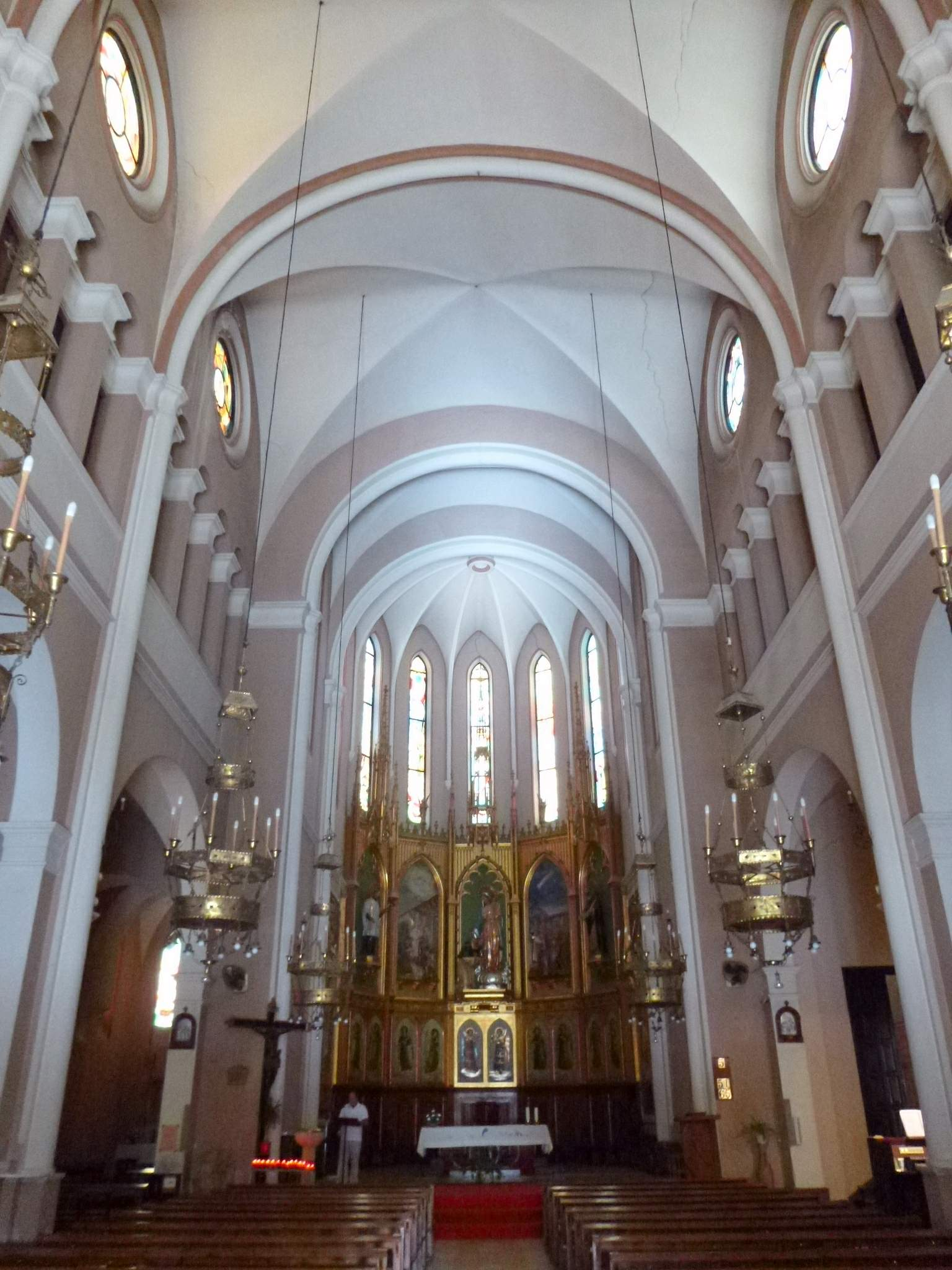
Interior

## Història
La primera pedra es va col·locar el 4 de desembre del 1911 i les obres es van acabar el 25 de juny del 1914. Sofrí importants desperfectes amb la Guerra Civil, i fou reconstruïda per "Regiones Devastadas", que eliminà la major part d'efectes decoratius i escapçà el campanar. Les obres es van iniciar amb la construcció de la Capella del Sagrament, que funcionà com a parròquia fins a la inauguració de l'església. Es va aixecar com a parròquia dels ravals de Sant Vicent, la Creu i Ferreries.
La primitiva església del Roser es trobava a l'altra banda de riu, just on es troba la rampa d'accés al pont. Formava part del Convent dels Dominics. Es va enderrocar per construir el pont, abonant l'Estat per aquest motiu 155.679'83ptes.